# Álvaro José Ojeda Sacaluga
Álvaro José Ojeda Sacaluga (Jerez de la Frontera, 26 d'octubre de 1980), més conegut com a Álvaro Ojeda, és un periodista, reporter, tertulià i youtuber espanyol. És conegut per la gran controvèrsia que generen la seva ideologia i el seu gran patriotisme espanyol. Ojeda va començar la seva carrera periodística a la ràdio, concretament a la Cadena COPE a Jerez i Cadis l'any 2002.

## Controvèrsies
El setembre del 2016, Álvaro Ojeda va denunciar el youtuber Wismichu, després que el periodista hagués criticat els fans del videojoc Pokémon GO, per la qual cosa el youtuber el va amenaçar sarcàsticament. Ojeda va decidir denunciar-lo, però va perdre el judici ja que no va ser considerat un delicte d'amenaça.
El 2017 va tornar a rebre denúncies per incitació a l'odi per part dels usuaris de Twitter a causa dels seus comentaris racistes realitzats vers diversos estrangers que van veure la victòria del FC Barcelona contra el Reial Madrid.
El 2018 va fer una crida a Pablo Casado, Santiago Abascal i Albert Rivera perquè reinstauressin el servei militar obligatori a Espanya, i ha afegit que tothom hauria de besar la bandera espanyola.

## Obra
Álvaro Ojeda va escriure un llibre amb l'ajuda del periodista Eduardo Inda, titulat España, con dos cojones, on defensa la seva postura patriòtica i advoca per protegir el que els altres tracten de destruir, tot marcat amb un to satíric.